# Praechrysalidina
Praechrysalidina es un género de foraminífero bentónico de la familia Chrysalidinidae, de la superfamilia Chrysalidinoidea, del suborden Textulariina y del orden Textulariida. Su especie tipo es Praechrysalidina infracretacea. Su rango cronoestratigráfico abarca desde el Aptiense hasta el Albiense (Cretácico inferior).

## Clasificación
Praechrysalidina incluye a la siguiente especie:
- Praechrysalidina infracretacea